# Ассоциация Эсватини по Олимпийским играм и Играм Содружества
Ассоциация Эсватини по Олимпийским играм и Играм Содружества (англ. Eswatini Olympic and Commonwealth Games Association) уникальный код МОК — SWZ) — организация, представляющая Эсватини в международном олимпийском движении. Штаб-квартира расположена в Мбабане. Ассоциация основана в 1971 году, в 1972 году была принята в МОК, является членом АНОКА, организует участие спортсменов из Эсватини в Олимпийских играх, Играх Содружества и других международных соревнованиях.